# Yeren
O Yeren (chinês: 野人, pinyin: yěrén, lit. ‘Homem selvagem’), referido também como Yiren, Yeh Ren, Homem Selvagem Chinês (chinês: 神农架野人, pinyin: Shénnóngjiàyěrén, lit. ‘O Homem Selvagem de Shennongjia’) ou Homem-Macaco (chinês: 人熊, pinyin: Ren Xiong, lit. ‘Homem Urso’), é uma antiquíssima criatura lendária da China central e do sul. Em torno do século III a.C. o poeta Qu Yuan teria escrito um poema sobre o "monstro das montanhas". Gigante e peluda, sua pelagem seria marrom ou vermelha. Ao contrário do Yeti, não há nenhuma suposta fotografia do Yeren, embora muitas de suas pegadas tenham sido registradas.
Além dos muitos relatos, alguns dos quais incríveis, incluindo o do biólogo Wang Tseling, que em 1940 conta ter examinado um Yeren fêmea morto a tiros pelos locais; ou o de que soldados chineses no Himalaia teriam comido a carne de um Yeti em 1962, a primeira evidência física relevante do Yeren chinês foi analisada em 1980. Em 1957 aldeões da montanha Jiolong teriam matado um "homem-urso" e um professor de biologia local conservou suas extremidades. O exame por Zhou Guoxing das mãos e pés preservados apontou que pertenceriam a um macaco, embora enorme e possivelmente de um "primata desconhecido", apesar de não ser compatível com uma criatura de dois metros de altura.